# 阪野学
阪野 学（ばんの がく、1988年5月21日 -）は、地方競馬・愛知の井上哲厩舎（2024年12月1日から）所属の騎手である。地方競馬教養センター騎手課程第86期生。

## 来歴
2008年3月31日付で地方競馬騎手免許を取得。愛知・井上哲厩舎所属としてデビュー。同年4月15日第2回名古屋競馬第1日目第1競走サラ系C24組条件戦マリリンショットで初騎乗（10頭立て6番人気8着）。同年4月30日第3回名古屋競馬第2日目第6競走C15組条件戦をミスターシャディーで勝利し、24戦目で初勝利（7番人気）。
2009年1月12日第23回全日本新人王争覇戦出場（12人中6位）。同年3月25日第27回名古屋競馬2日目第9競走第32回名古屋大賞典でシルクチャンピオンに騎乗し、交流重賞初騎乗（11頭立て10番人気11着）。
2010年7月18日にシンガポール、クランジ競馬場で実施された国際見習騎手招待シリーズ・アジアヤングガンズチャレンジ2010に地方競馬代表として出場、同日第3競走Initiation戦で高岡秀行厩舎所属のDolce Vitaに騎乗（9頭立て7着）し、海外競馬初騎乗。アジアヤングガンズチャレンジでは第1戦10着、第2戦3着、第3戦10着で総合7位となった（10人中）。
2012年10月2日から11月15日、及び2013年9月1日から11月14日まで門別競馬場（所属はいずれも田中淳司厩舎）で期間限定騎乗を行ったのち、2014年1月17日をもって名古屋競馬での騎乗を終了しホッカイドウ競馬（田中正二厩舎）へ移籍。5月5日の門別競馬第3競走で、移籍後初勝利を挙げた。
2024年12月1日付で名古屋競馬に復帰し、井上哲厩舎に所属することになった。
地方通算成績は3926戦305勝・2着316回・3着375回・勝率7.8%・連対率15.8%（2014年1月17日現在）。

## 主な騎乗馬
- ピッチシフター（2012年ライデンリーダー記念、2013年園田クイーンセレクション、MRO金賞）
- エストレーモ（2013年スプリングカップ）
- ニシケンモノノフ（2013年イノセントカップ）
- ココロバ（2014年ノースクイーンカップ）
- トミケンヒーロー（2014年赤レンガ記念）
- オヤコダカ（2014年ブリーダーズゴールドジュニアカップ、2015年北斗盃）
- ジュエルクイーン（2014年ラブミーチャン記念）
- ポアゾンブラック（2015年グランシャリオ門別スプリント、2017年道営スプリント）
- ナッジ（2021年サンライズカップ）
- リストン（2023年新春ペガサスカップ）[14]